# Maurice Asselin
Maurice Asselin (Orléans, 24 giugno 1882 – Neuilly-sur-Seine, 27 settembre 1947) è stato un pittore e incisore francese.
Maurice Asselin è noto in particolare per le sue figure femminili, fra cui numerosi nudi, colte spesso in scene di maternità, nelle quali egli raggiunse dei rari livelli di delicatezza. Fu autore anche di pregevoli nature morte e di paesaggi della Bretagna, nonché abilissimo acquarellista.

## Biografia
Maurice Asselin nacque a Orléans, figlio di un cocchiere e di una tabaccaia che aprirono un ristorante in rue Sainte-Catherine. Terminati gli studi secondari alla scuola Sainte-Croix, nel 1899 venne assunto come apprendista commesso nella ditta di tessuti "Aux Travailleurs", per poi passare, l'anno seguente, in una manifattura di materiali tessili a Parigi. Tornò ad Orléans nel 1901 e vi rimase fino al 1903 (suo padre morì nel 1902), per poi tornare a Parigi. Asselin portava sempre con sé sin dall'infanzia un quaderno da disegno su cui appuntava vedute dei luoghi che visitava: Orléans, Tigny, Saint-Hilaire-Saint-Mesminil, etc. A Parigi entrò nell'École nationale supérieure des beaux-arts e divenne allievo di Fernand Cormon. Ma quel tipo di insegnamento accademico non lo appagava ed egli preferì integrarlo e superarlo con uno studio approfondito delle opere di Paul Cézanne e degli impressionisti che poteva osservare al Museo del Luxembourg e al Louvre. Dovette poi interrompere gli studi perché colpito da un inizio di tubercolosi che lo costrinse a ricoverarsi per un certo tempo in un sanatorio dell'Auvergne.

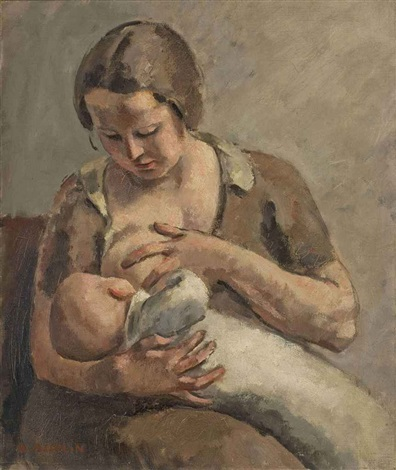
Maternità

Maurice Asselin scoprì la Bretagna nel 1905, anno in cui a Moëlan-sur-Mer conobbe il pittore Jacques Vaillant. Tornò in Bretagna, innamorato dei suoi paesaggi, anche nel 1906 e nel 1907.  Nel 1906 espose per la prima volta nel Salon degli indipendenti e l'anno seguente nel Salon d'autunno. Nel 1908 partì per l'Italia, dove si spostò da maggio a ottobre in bicicletta da Roma a Firenze, fermandosi ad Anticoli Corrado, Assisi e Siena. Vi tornò nel 1910, visitando Genova e Napoli con una lunga sosta a Roma. Infine, durante l'estate, affittò un piccolo atelier ad Anticoli Corrado, dove iniziò a dipingere i suoi nudi femminili.
Dopo l'esperienza italiana Asselin effettuò numerosi viaggi a Londra, a partire dal 1912. L'anno seguente fece la sua prima mostra personale nella capitale britannica e vi soggiornò anche fra il '14 e il '16, abitando nella casa dell'amico Walter Sickert, in Red Lion Square. Nella cronaca mensile che Sickert teneva sul The Burlington Magazine, si trova annotato, nel dicembre 1915, uno studio comparativo delle opere di Asselin e di Roger Fry, nella cui conclusione si afferma la superiorità di Asselin.
Durante la prima guerra mondiale, per iniziativa del generale Gustave Léon Niox, direttore dei Musei dell'Esercito a Parigi, nel 1916 fu creata una Commissione che selezionò degli artisti non richiamati alle armi che illustrassero aspetti del conflitto, ma senza esaltazioni patriottiche, per un'autentica pittura storica. I pittori incaricati andavano dai vecchi nabis come Pierre Bonnard, Édouard Vuillard, Félix Vallotton, Maurice Denis, ai nuovi paesaggisti post-Cézanne, fra i quali venne incluso anche Maurice Asselin, assieme a Louis Charlot, Henri Lebasque, Henry Ottmann, Gaston Prunier, Jules-Émile Zingg. La presenza di Asselin nelle collezioni del museo della guerra ci rammenta del suo impegno nelle "Missoni di artisti nell'esercito, nel 1917".

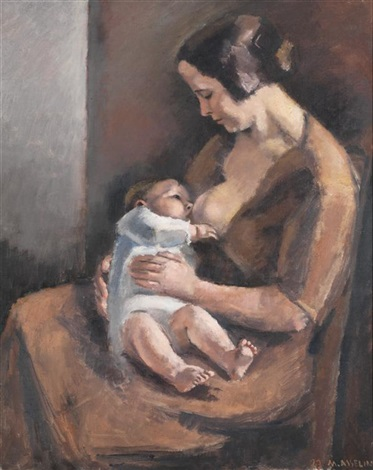
Maternità, 1923

Nel settembre del 1919 Maurice Asselin prese moglie e dal matrimonio nacquero tre figli: Bernard nel 1922, Jean nel 1923 e Georges nel 1925. A questo fatto si lega il tema della maternità che compare spesso, con grande tenerezza, nelle sue opere. Asselin tornò in Bretagna negli anni 20 e vi ritrovò vecchie amicizie: Pierre Mac-Orlan, Jacques Vaillant e Pierre-Eugène Clairin, che prendevano alloggio all'Hôtel de la Poste di Pont-Aven. Nel 1925, in compagnia del pittore André Fraye, Asselin fece un viaggio lungo le regioni e le coste del Mediterraneo e la Provenza:(Marsiglia, Sainte-Maxime, Saint-Tropez, Le Luc, Avignone, Orange). Rientrato a Parigi lasciò Montmartre per stabilirsi a Neuilly-sur-Seine in  rue du Bois-de-Boulogne, in una abitazione-atelier che fece progettare all'architetto Pierre Patout.
Nel 1927 Maurice Asselin tornò nel sud della Francia con tutta la famiglia, ma già dal 1930 riprese a viaggiare e a soggiornare in Bretagna. Tornò a Concarneau nel 1930, a Douarnenez nel 1931, a Beuzec-Conq nel 1932, a Pont-Aven sino al 1938, a Kerdruc nel 1939, frequentando sempre un gruppo di pittori fra cui Pierre-Eugène Clairin, Émile Compard, Ernest Correlleau, Fernand Dauchot, Émile Jourdan, Jean Puy, René Thomsen, e di letterati, quali Pierre Mac Orlan, Max Jacob e Liam O'Flaherty, di cui abbozzò il ritratto.  Ma l'avvento della seconda guerra mondiale costrinse Asselin ad un ulteriore spostamento. Dal meridione della Francia egli, e tutta la famiglia, si trasferirono a Chalonnes-sur-Loire, dove il dottor Plessis lo accolse sino all'armistizio del giugno 1940.
 Fu questo un periodo triste e difficile, sia sotto il profilo psicologico (Asselin patì molto la disfatta francese e l'occupazione nazista), sia sotto il profilo fisico, poiché un forte reuma articolare all'anca gli rese assai penoso il camminare. Queste sofferenze influenzarono direttamente la sua pittura. La sua tavolozza s'indurì, divenne aspra, e ciò si avverte nei suoi "nudi rossi" e nelle nature morte floreali. Nel 1945 si recò in Bretagna per l'ultima volta all'Hotel de la Poste di Pont-Aven.
Ricoverato all'Ospedale Saint-Antoine di Neuilly-sur-Seine nel 1947, venne operato dal professor Bergeret, ma morì pochi giorni dopo, il 27 settembre, a 65 anni.

## La critica
Bernard Dorival ha collocato Maurice Asselin, assieme a Edmond Ceria, André Dunoyer de Segonzac, Charles Dufresne, Paul-Élie Gernez, Louise Hervieu, Maurice Loutreuil e Henry de Waroquier, fra i pittori della "reazione realista", i quali all'idealismo e al verismo fotografico della tradizione accademica del XIX secolo preferirono lo schietto realismo degli impressionisti e la sincerità con cui questi ultimi interrogavano la natura. Contro l'irrealismo dei cubisti essi si dichiararono eredi dei maestri indipendenti degli ultimi 20 anni del 1800, eleggendo Gustave Courbet come padre spirituale del loro movimento. Citando Maurice Asselin, Bernard Dorival sottolinea significativamente la sua affermazione: «... se amate veramente la pittura, non le chiedete di essere soltanto una decorazione per le pareti della vostra abitazione, ma di essere, prima di tutto, un alimento per la vostra vita interiore», dichiara Maurice Asselin, e prosegue: «nessuna combinazione cerebrale, nessuna teoria può far nascere un'opera d'arte... l'arte scaturisce dallo sbalordito amore della vita».
 - Georges Turpin
 - Le Figaro, rubrica « Courrier des arts », maggio 1937.
 - Gaston Diehl
 - Pierre Mac Orlan
 - Pierre Imbourg.
 - René Huyghe e Jean Rudel
 - Gérald Schurr
 - Alain Pizerra

## Opere

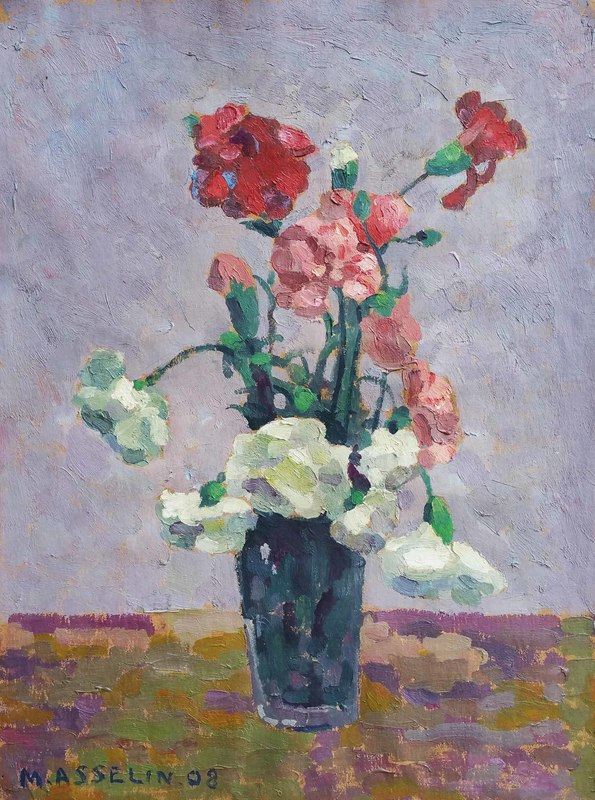
Garofani, 1908

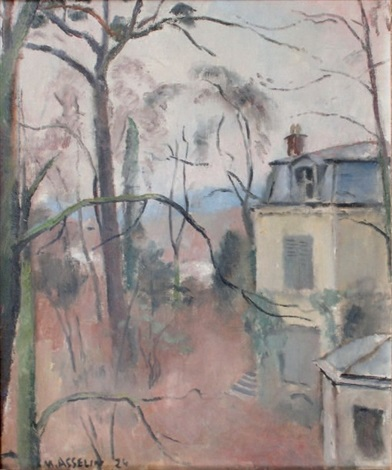
Paesaggio,1924

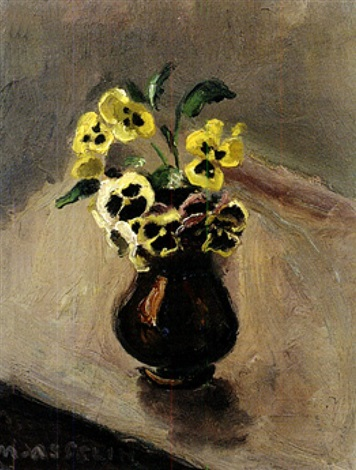
Viole del pensiero

### Nelle collezioni pubbliche
Algeria
- Algeri, Museo nazionale di belle arti, sezione stampe: incisioni.

Belgio
- Gand, Museo di belle arti.

Danimarca
- Copenaghen, Museo di Copenaghen.

Stati Uniti
- Boston, Museo di belle arti.
- Los Angeles, Museo d'arte della contea.
- New York:
  - Brooklyn Museum.
  - Museum of Modern Art : Maternité, lithografie.

Francia
- Aix-les-Bains, Museo Faure: Modèle nu au fauteuil.
- Albi, Museo Toulouse-Lautrec: Portrait d'Édouard Branly, 1936.
- Bagnols-sur-Cèze, Museo Albert-André: La Rue de Tournon à Paris.
- Brest, Museo di belle arti: Le repos du modèle, olio su tela.
- Cambrai, Museo di Cambrai: Le Café dans le jardin[16].
- Grenoble, Museo di Grenoble: Portrait de Jean Pellerin à Concarneau, 1920.
- Guéret, Museo de la Sénatorerie: Jeune femme au piano, 1927.
- Lione, Museo di belle arti.
- Nanterre, "La contemporaine": La Mobilisation.
- Nantes, Museo di belle arti: Maternité, 1923, olio su tela.
- Orléans, Museo di belle arti: Nu allongé, 1912[17].
- Parigi:
  - Biblioteca nazionale di Francia : Portraits de Maurice Farina, dessins, fonds Maurice Farina.
  - Ministero degli Affari Esteri: Bassin de Concarneau.
  - Museo d'arte moderna: Aux Glénans, c. 1932-1935, disegno acquarellato.
  - Museo nazionale d'arte moderna:
    - Le Café dans le jardin, 1922.
    - Checy, 1927.
    - L'Arven de Rosbraz, 1938, acquarello.[18]
    - L'Arc de triomphe de la place du Carrousel, 1938.
- Péronne, Museo Alfred-Danicourt.[19]
- Pont-Aven, Museo di Pont-Aven:
  - Autoportrait.
  - La Jetée de Brigneau[20]
- Rennes, Museo di belle arti: Vue de Raguenès, 1906, carboncino e acquarello.[21]
- Saint-Brieuc, municipio: Curnonsky en Bretagne, deposito del Fondo nazionale d'arte contemporanea.
- Versailles, Museo Lambinet: Barques au port, acquarello.
- Localizzazione sconosciuta : Curnonsky à la table de Mélanie Rouat, 1927, olio su tela. Già in dotazione al Museo del Luxembourg di Parigi.

Nuova Zelanda
- Christchurch, Pierre Mac Orlan, Peintures de Mauice Asselin, edizioni Galerie Roger Dequoy, 1941.

Paesi Bassi
- Amsterdam, Stedelijk Museum.
- L'Aia, Museo municipale.

Regno Unito
- Cambridge, Università di Cambridge, Fitzwilliam Museum: Bateaux.
- Cheltenham, Deux jeunes filles lisant, olio su tela[22].
- Leeds, Leeds City Museum.
- Londra, British Museum.
- Manchester, Whitworth Art Gallery.
- Wakefield, The Hepworth Wakefield: Anémones, olio su tela.

Russia
- Mosca, Museo Puškin delle belle arti.

Svizzera
- Ginevra, Museo del Petit Palais di Ginevra:
  - Les Péniches, 1913, olio su tela.
  - Jeune femme se dénudant, c.1927, olio su tela[23]

### Nelle collezioni private
- Già nella collezione Pierre Mac Orlan, localizzazione attuale sconosciuta.
- Già nella collezione Marius Borgeaud,[24], Portrait de Marius Borgeaud, localizzazione attuale sconosciuta.

### Opere riprodotte su testi
- Francis Carco, Rien qu'une femme, 13 acqueforti di Maurice Asselin, Parigi, ediz. Georges Crès, 1923.
- Essai sur l'histoire de la lithographie en France - Les peintres lithographes de Édouard Manet a Henri Matisse, portfolio di 16 litografie. fra cui Maternité di Maurice Asselin. Parigi, Edmond Frapier, Galerie des peintres-graveurs, 1924.[25]
- Jules Romains, Mort de quelqu'un, 24 acqueforti di Maurice Asselin, 350 esemplari numerati, Parigi, ediz. Georges Crès, 1927.
- Tristan Corbière, La Rapsode foraine et le Pardon de Sainte-Anne, litografie di Maurice Asselin, Parigi, ediz. Georges Crès, 1929.
- Gabriel-Joseph Gros, Le bouquet de la mariée, 630 esemplari, "punte secche" o acqueforti di Albert André, Maurice Asselin, Valdo Barbey, Michel Ciry, Jean-Joseph Crotti, Hermine David, Othon Friesz, Édouard Goerg, Edmond Heuzé, Marie Laurencin, André Marchand, Kostia Terechkovitch, Louis Touchagues, Louis Valtat, Parigi, ediz. Marcel Saultier, 1945.
- Maurice Asselin, con prefazione di Gaston Diehl, 10 stampe originali, Parigi, ediz. Rombaldi, 1946.
- Paul Yaki, Montmartre, terre des artistes, illustrazioni di Maurice Asselin, Jean Aujame, René Collamarini e Max Jacob, Parigi, ediz. G. Girard, 1947.

## Mostre personali

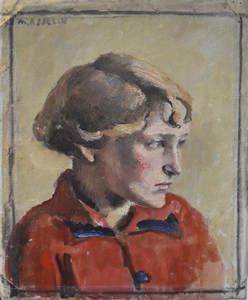
Ritratto di ragazza in rosso

- Galleria Eugène Blot, Parigi, febbraio 1909, 1911.
- Galleria Devambez, 1911.
- Museo di Copenaghen, 1911.
- Galleria Druet, Parigi, 1911, 1917, 1924.
- Galleria Levesque, Parigi, 1911.
- Carfax & Co, Londra, febbraio 1913.
- Galleria Georges Pesson, Parigi, novembre 1919.
- Galleria Marcel Bernheim, maggio 1921, maggio 1937[26], 1939.
- American's Women Club, Parigi, 1935.
- Cent toiles et aquarelles de Maurice Asselin, Tokyo, 1935.
- Galleria Charpentier, Parigi, maggio 1935, 1943 (Cent aquarelles d'Asselin), 1945.
- Galleria Saluden, Brest, 1936.
- Galleria Roger Dequoy, Parigi, 1941.
- Galleria Jacques Dubourg, Parigi, 1943.
- Galleria André Maurice, Parigi, giugno-luglio 1950, 1953, dicembre 1954 - gennaio 1955, ottobre 1957 (retrospettiva, decimo anniversario della morte di Asselin).[27]
- Galleria René Drouet, Parigi, marzo-aprile 1961.
- Galleria Nichido, Tokyo, 1969.
- Galleria Schmidt, Parigi, febbraio-marzo 1970.
- Galleria Daniel Péron, Pont-Aven, Hommage à Maurice Asselin - Soixante-dix toiles, aquarelles et dessins, luglio-settembre 1983.[28]
- Museo di Pont-Aven, Maurice Asselin et la Bretagne, aprile-giugno 2002.[29][30]

## Mostre collettive
- Salon des indépendants, Parigi, dal 1906[31]
- Salon d'automne, Parigi, dal 1907 al 1942 (illustrazione della copertina del catalogo nel 1936).
- Salon des Tuileries, Parigi, 1909.
- Maurice Asselin, Charles Camoin, Henri Manguin, Albert Marquet, Jean Puy, Maurice de Vlaminck, Moderne Galerie, Monaco di Baviera, 1909.
- Maurice Asselin, Lucien Mainssieux, Claude Rameau, Galleria Druet, Parigi, 1913.
- Mostra dell'"Association des artistes de Hambourg", Amburgo, novembre-dicembre 1919.[32]
- Le premier groupe - Maurice Asselin, Albert Marquet..., Galleria Marcel Bernheim, 1920.
- Mostra "Petites Tuileries" - Quaranta pittori dell'École de Paris : Maurice Asselin, André Bauchant, Charles Kvapil, Henri Lebasque, Mela Muter, Anders Osterlind, Valentine Prax, Jean Puy, Jean Souverbie, Pierre Tal-Coat, René Thomsen, Dallas Public Art Gallery, Dallas, marzo-aprile 1932.[33]
- Mostra dell' Onzième groupe des artistes de ce temps : Maurice Asselin, Charles Camoin, Henri Manguin, Albert Marquet, Jean Puy, Parigi, dicembre 1935-gennaio 1936.[34]
- Ausstellung Französischer Kunst den Gegenwart, Preussische Akademie der Künste, Berlino, giugno 1937.[35]
- Le quatrième Salon de mai à Orléans, Museo di belle arti di Orléans, 1948.[36]
- Mostra non datata: Maurice Asselin (peintures) et Louis Dejean (sculptures), Galleria Pigalle, Parigi.
- Marius Borgeaud ou la magie de l'instant, Fondazione Gianadda, Martigny, novembre 2001-gennaio 2002.[37]
- Les peintres graveurs et la mer, Espace Mélanie, Riec-sur-Bélon, agosto 2007.[38]
- Da Gauguin a Marcel Gromaire, la nascita di un museo, Museo di Pont-Aven, agosto-settembre 2012.
- Boire aux Champs libres, Rennes, novembre 2015-aprile 2016.[39]

## Onorificenze
- Ufficiale della Légion d'honneur.
- Membro dell'Académie des gastronomes.

## Galleria d'immagini
Paesaggi

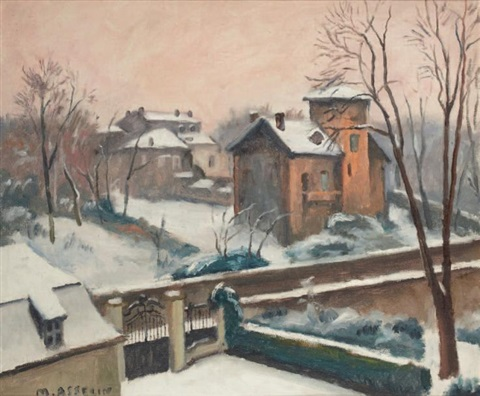
Veduta di un giardino
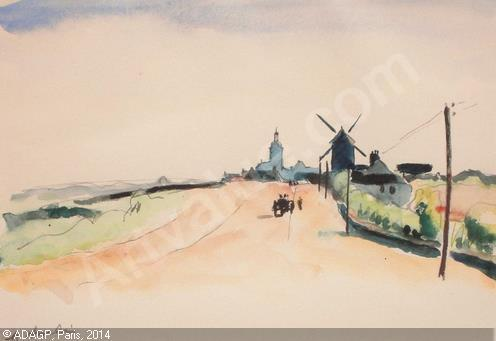
Il mulino San Giorgio
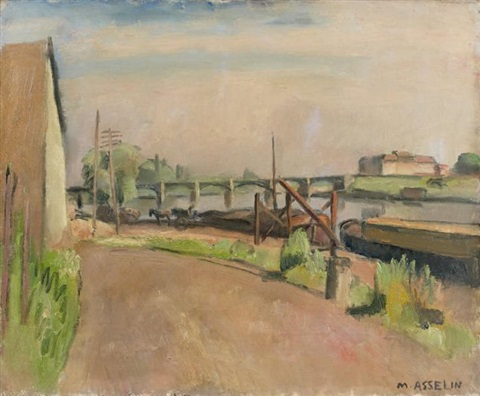
Riva del fiume e ponte
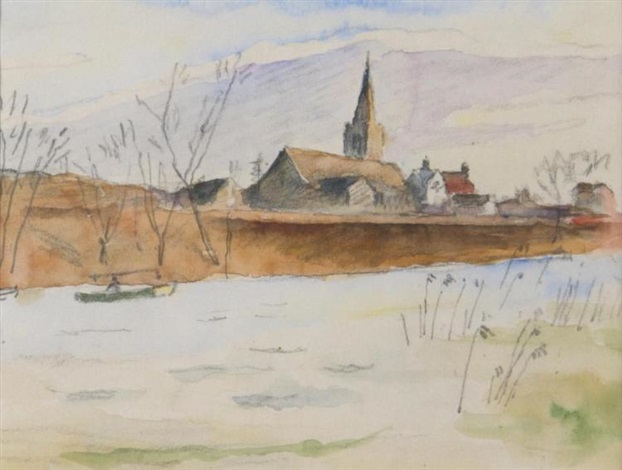
Il villaggio di S. Ilario
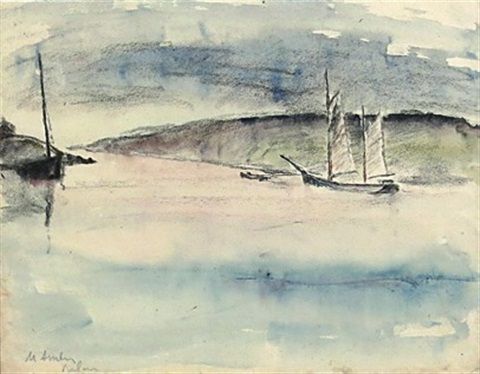
Barche a vela a Belon

Figure femminili

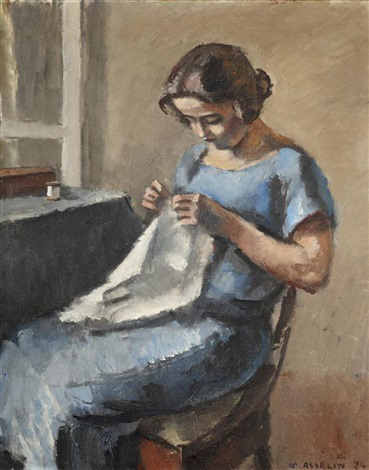
Donna che cuce, 1924
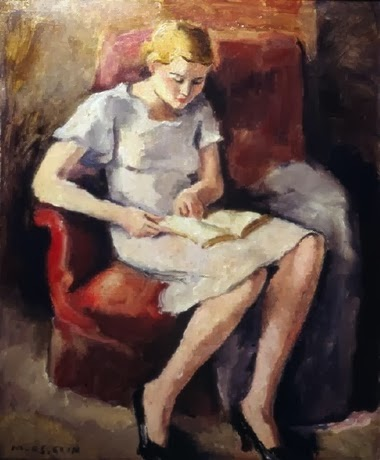
Ragazza che legge
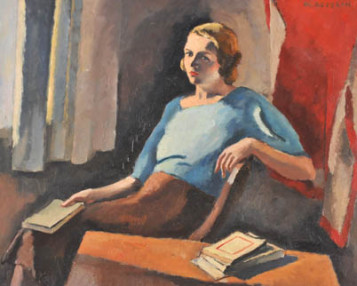
Giovane donna in poltrona
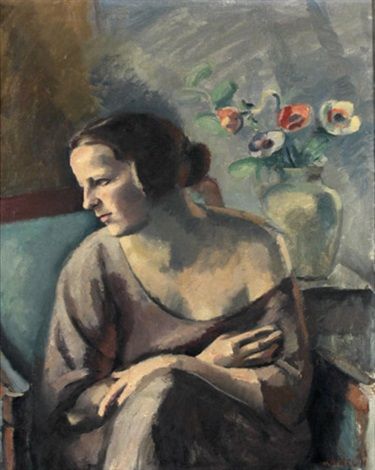
Interno con donna seduta
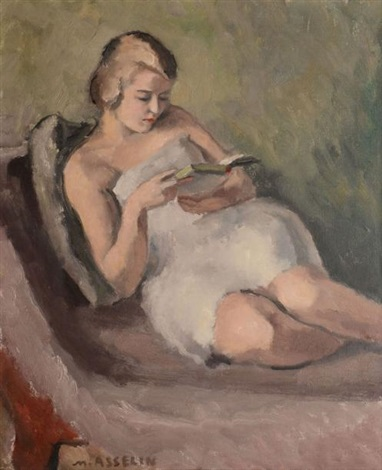
La lettrice

Nudi

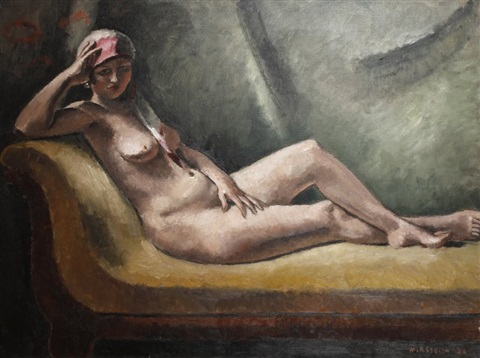
Il riposo della modella
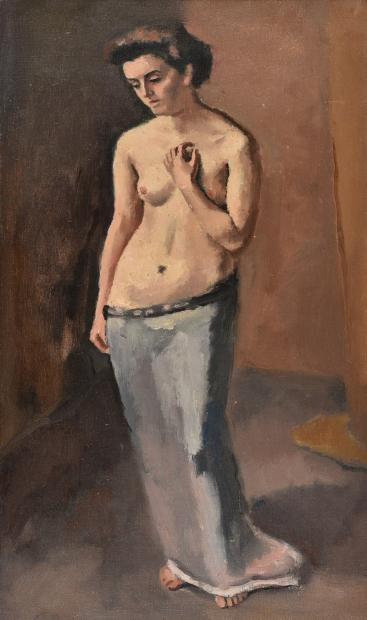
La modella
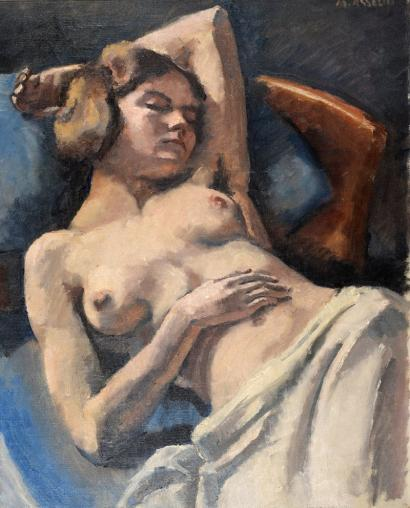
Donna assopita
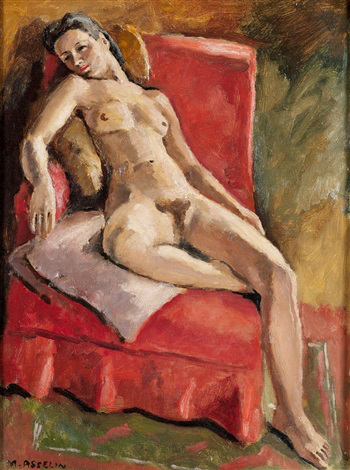
Nudo nell'atelier
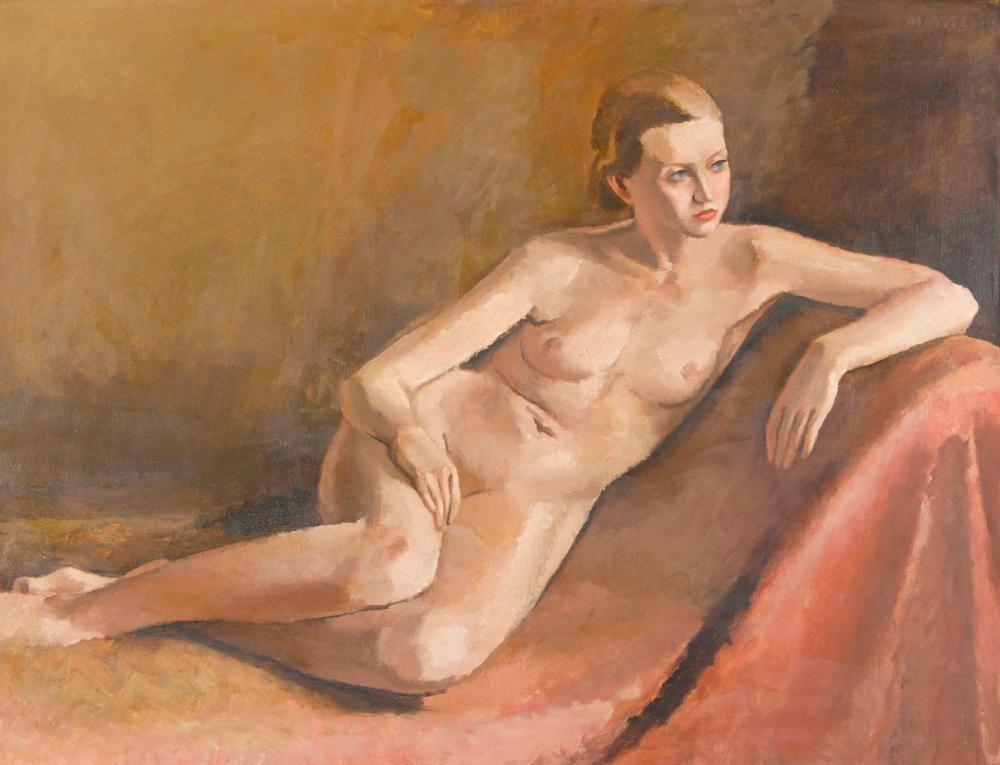
Nudo sul divano
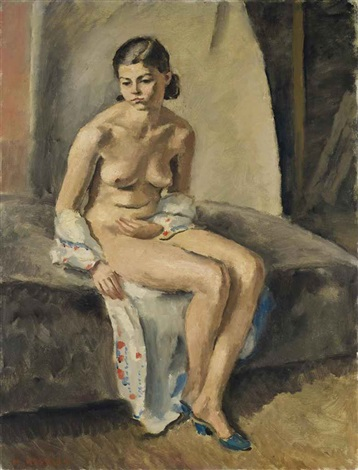
Nudo seduto

## Bibliografia

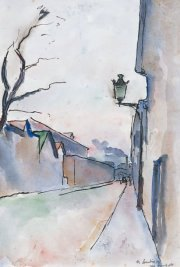
Il lampione